# Insula Baker
Insula Baker (engleză: Baker Island) este o insulă mică nelocuită din Oceania aparțind SUA. Insula este situată în Oceanul Pacific, are o suprafață de 1,64 km².
Insula este un atol fiind amplasat la nord de ecuator, la 3.100 km sud-vest de Honolulu, găsindu-se cca. la mijlocul distanței dintre Hawaii și Australia.

## Istoric
Insula a fost descoperită de Obed Starbuck căpitanul unei baleniere americane, care a denumit insula New Nantucket. Insula aparține SUA din anul 1825, în secolul XIX a fost exploatat guano (gunoi provenit de la păsările ce populau insula). In anul 1935 încercarea de colonizare a insulei a eșuat.
- Vezi harta regiunii (Oceania):